# Parantechinus apicalis
Parantechinus apicalis — вид хижих сумчастих ссавців з родини кволові (Dasyuridae). Етимологія: грец. παρά — «біля» і Antechinus; лат. apicalis — «загострений», вказуючи на хвіст, що звужується до кінця і на пучок волосся на його кінці.

## Поширення, поведінка
Ендемік південно-західної Австралії. Живе у чагарниках і пустищах. Їсть різних членистоногих, та деяких дрібних хребетних. 

## Морфологія
Морфометрія. Довжина голови й тіла: 140—145 мм, довжина хвоста: 95—115 мм, вага 30—100 гр.
Опис. Забарвлення коричнювато-сіре з білими цяточками на верхніх частинах тіла і сірувато-біле з жовтуватим відтінком на нижніх частинах тіла. Самиці мають вісім молочних залоз. Самиці можуть народжувати до восьми дитинчат. Дітонародження може відбуватись двічі на рік. Вагітність триває 44-53 дні. Діти стають незалежними у 3-4 місяці, досягають статевої зрілості в 10-11 місяців.

## Загрози та охорона
Лисиця та кіт полюють на цей вид. Поширення рослини Phytophthora cinnamomi є загрозою так як несприятливо змінює середовище проживання. Введена миша є загрозою через конкуренцію. Часті й інтенсивні пожежі є ще одними суттєвими загрозами. Трапляється в кількох природоохоронних територіях.